# کازوها ناکامورا
کازوها ناکامورا (ژاپنی: 中村 一葉 هپبورن: Nakamura Kazuha, زادهٔ ۹ اوت ۲۰۰۳) که با نام کازوها شناخته می‌شود، خواننده و رپر ژاپنی ساکن کره جنوبی است. او یکی از دو عضو ژاپنی گروه دخترانه کره‌ای لسرافیم است که در سال ۲۰۲۲ توسط سورس میوزیک و هایب کورپوریشن شکل گرفت.

## اوایل زندگی
کازوها زادهٔ ۹ اوت ۲۰۰۳ در کوچی، استان کوچی، ژاپن است. او در مدرسه باله ساچیو و جونیور در ژاپن، آکادمی باله بولشوی در مسکو، مدرسه باله سلطنتی در بریتانیا و در سال ۲۰۲۰ در آکادمی ملی باله هلند در هلند تحصیل کرده است، جایی که او را کشف کردند تا بخشی از گروه لسرافیم باشد.

## حرفه

### پیش از آغاز فعالیت
کازوها پیش از اینکه برای عضوی از گروه لسرافیم بودن کشف شود، باله کار می‌کرد. او برنده مدال نقره در مسابقات گرند پریکس آسیایی - بخش جونیور ۲۰۱۸ بود. او برنده مسابقات متعددی همچون مسابقه باله ام‌آی‌ئی ژاپن در سال ۲۰۱۶، مسابقه باله رؤیای جهانی در سال ۲۰۱۷، مسابقه باله ویکتوری کوبه در سال ۲۰۱۹ و جوایز دیگر شده است. کازوها از گروه دخترانه کره‌ای بلک‌پینک به عنوان الهام بخش خود برای برای انتقال از باله به کی-پاپ ذکر کرده است.

### ۲۰۲۲–اکنون: آغاز فعالیت با لسرافیم
در ۱۴ مارس ۲۰۲۲، سورس میوزیک اعلام کرد که یک گروه دخترانه جدید با همکاری هایب کورپوریشن تشکیل می‌شود. کازوها به عنوان پنجمین عضو گروه از طریق 'اولین لحظه لسرافیم' در ۸ آوریل معرفی شد.

## تبلیغات
در نوامبر ۲۰۲۲، کازوها به عنوان سفیر برند لوازم آرایشی اتود و کلوین کلاین انتخاب شد. او همچنین به خاطر ویدئوهای تمرینات ورزشی‌اش شناخته می‌شود.

## ترانه‌شناسی

### اعتبار آهنگسازی
تمام اعتبارات ترانه‌ها برگرفته از انجمن کپی‌رایت موسیقی کره است، مگر اینکه خلاف آن ذکر شده باشد.
| عنوان                                       | سال  | آرتیست  | آلبوم    | متن ترانه | منابع  |
| ------------------------------------------- | ---- | ------- | -------- | --------- | ------ |
| «피어나 (Between you, me and the lamppost)» | ۲۰۲۳ | لسرافیم | نابخشوده | Yes       | [ ۲۰ ] |

## جوایز و نامزدی‌ها
| مراسم جوایز                               | سال  | دسته                          | نامزد / اثر             | نتیجه | منابع  |
| ----------------------------------------- | ---- | ----------------------------- | ----------------------- | ----- | ------ |
| مسابقات باله بین‌المللی گرند پریکس آسیایی  | ۲۰۱۷ | JB Category                   | «Princess Florina's Va» | دوم   | [ ۲۱ ] |
| مسابقه باله ام‌آی‌ئی ژاپن                   | ۲۰۱۶ | J1A Category                  | «Esmeralda Va»          | برنده | [ ۲۱ ] |
| Kobe Dream National Western Dance Contest | ۲۰۱۸ | Classic Women's Jania Part II | «Esmeralda Va»          | برنده | [ ۲۱ ] |
| Lake Biwa Western Dance Contest           | ۲۰۱۸ | جونیور های‌اسکول               | «زیبای خفته شماره ۳»    | برنده | [ ۲۱ ] |
| مسابقه باله رؤیای جهانی                   | ۲۰۱۷ | جونیور های‌اسکول               | «Esmeralda Va»          | برنده | [ ۲۱ ] |
| Victoire Ballet Competition Kobe          | ۲۰۱۷ | میدل اسکول                    | «Satanella»             | دوم   | [ ۲۱ ] |
| Victoire Ballet Competition Kobe          | ۲۰۱۹ | میدل اسکول                    | «ملکه جنگل»             | برنده | [ ۲۱ ] |